# Amara
Amara原名通用字幕（英語：Universal Subtitles），是一個即時協作的視頻字幕翻譯平台，同時為網絡共享文化基金會的開源項目。此項目的目的是開發一套視頻字幕工具，通用字幕協議和建立協作字幕翻譯的社區。2010年成為Mozilla Drumbeat社區支持的項目之一。

## 歷史
Amara項目源於網絡共享文化基金會開發Miro的成員霍姆斯·威尔逊（Holmes Wilson）和迪安·詹森（Dean Jansen）在2010年的一次交談，威爾遜的妻子是巴西人，妻子和朋友分享葡萄牙語電影時發現很難找到字幕。威爾遜和詹森於是建立了一個網頁軟件編輯工具包，方便對流媒體視頻添加字幕，這個工具包成為Amara的雛形。2010年6月16日公佈軟件的第一個版本，項目取名為通用字幕。10月15日，維基共享宣佈支援通用字幕。
2012年4月5日，項目更名為Amara。5月10日Knight基金和Mozilla宣佈對Amara投資100萬美元。至2012年Amara已經與在線教育平台Coursera和可汗學院合作，翻譯他們的課程，還有與PBS新聞一小時、TED和Netflix合作翻譯講座和視頻。
2013年有一家電影發行公司找到Amara，要求在數個國際電影節的作品提交期限之前將約50部電影翻譯成18到22種語言。Amara方面藉此機會推出了按需服務「Amara On Demand」，向社群發佈有償翻譯任務。任務吸引了社群200人參與。
2015年，Amara首次實現收支平衡，有償翻譯服務由最初200人增加到3000人。平均每月約有350人在Amara做任務，約10%到20%的成員完成了80%到90%的工作。部分AOD專家更開公司，以合作夥伴的方式和Amara合作。

## 參與者
Amara作為一個非盈利項目，目標是透過向使用平台的公司收費實現自給自足。參與Amara需要註冊賬號，Amara上工資標準取決於市場需求，使用常用的語言或者富裕國家或地區的語言翻譯視頻內容並添加字幕，會獲得更好的收益。以英文為例，每翻譯1小時視頻並添加字幕，可以獲得68美元，而新人在一開始可能需要用一小時才完成1分鐘的視頻。一些大型項目，如參加電影節的紀錄片，Amara會讓參與者組織數個團隊負責項目，團隊成員之間可以共享剪輯和注釋，編輯整個視頻的翻譯。
Amara近四分之三的參與者年齡段為18到37歲，超過六成為女性。接近八成有學士或者以上學歷，四成有碩士或以上學歷。有七成參與者表示Amara是他們使用的唯一眾包類型平台。

## 影響
2012年紀錄片科尼2012在3月於YouTube發佈，Amara社區用了2天將視頻翻譯為30多種語言，大大促進了視頻的傳播和流行。
2011年創新科技博物館授予Amara傳進平等科技獎。聯邦通信委員會授予Amara無障礙發展獎。Amara獲得2011年聯合國文明聯盟和BMW舉辦的跨文化創新獎。